# Armoured Bestial Hell
Albums de Enthroned
The Apocalypse Manifesto
(1999) Carnage in Worlds Beyond
(2002)
Armoured Bestial Hell est le quatrième album studio du groupe de Black metal belge Enthroned. L'album est sorti en avril 2001 sous le label Blackened Records. C'est le dernier album du groupe sorti sous ce label.
C'est le dernier album du groupe enregistré avec le batteur Namroth Blackthorn.

## Musiciens
- Sabathan - chant, basse
- Nerath Daemon - guitare
- Nornagest - guitare
- Namroth Blackthorn - batterie

## Liste des morceaux
1. Humanicide 666 - 01:40
2. Wrapped In Fire - 04:20
3. Armoured Bestial Hell - 04:46
4. Enslavement Revealed - 04:49
5. Spells From The Underworlds - 04:36
6. Spheres Of Damnation - 02:57
7. The Face Of Death - 02:37
8. When Hell Freezes Over - 08:50
9. Premature Satanicremation (titre instrumental) - 02:26
10. Terminate Annihilation - 02:10